# دوري أبطال آسيا 2010
 دوري أبطال آسيا 2010  هو النسخة التاسعة والعشرون من دوري أبطال آسيا. الفائز سيشارك في كأس العالم للأندية 2010. . نادي ملبورن فيكتوري بطل الدوري الأسترالي أصبح أول فريق يتأهل للبطولة يوم 25 يناير، 2009.

## التأهيل
هناك ما مجموعة 38 فريقا ستشارك في دوري أبطال آسيا لعام 2010.

### توزيع الفرق
سيحمل دوري أبطال آسيا 2010 نفس التصنيف المطبق خلال دوري أبطال آسيا 2009. وفيما يلي خطة التأهيل للاتحاد الآسيوي الأولي لعام 2010، والذي أصدره الاتحاد الآسيوي في العام 2008.
 التصفيات التأهيلية (8 فرق) 
- الإمارات العربية المتحدة،  اندونيسيا،  سنغافورة،  تايلاند،  الهند،  فيتنام بفريق واحد من كل اتحاد
- نادي الكويت و  نادي الكرامة السوري كبطل ووصيف كأس الاتحاد الآسيوي 2009 . وفي 26 نوفمبر أعلن الاتحاد الآسيوي لكرة القدم استبعاد نادي الكويت من البطولة وذلك بسبب عدم تحقيق بطولة الدوري المحلي لمتطلبات ومعايير المشاركة في البطولة.[3][4]

 مرحلة المجموعات: (32 فريقا) 
- يتأهل 2  من خلال التصفيات التأهيلية
- يتأهل 4  فرق من الاتحادات التالية:  اليابان،  الصين،  إيران،  كوريا الجنوبية،  المملكة العربية السعودية
- يتأهل 3  فرق من الاتحادات التالية:  الإمارات العربية المتحدة
- يتأهل 2  فرق من الاتحادات التالية:  أستراليا،  أوزبكستان،  قطر
- يتأهل 1  فريق من الاتحادات التالية:  اندونيسيا

## الفرق المتأهلة
وفيما يلي قائمة أولية من الفرق المتأهلة في البطولة.

### التصفيات التأهيلية
أعلن الاتحاد الآسيوي لكرة القدم في 28 أكتوبر 2009 أسماء ثمانية أندية مؤهلة للمشاركة في التصفيات التأهيلية لدوري أبطال آسيا 2010. ويشترط على هذه الأندية المرشحة أن تستكمل المعايير والشروط التي وضعها الاتحاد الآسيوي لكرة القدم لتطبيق الاحتراف.
| غرب آسيا     | غرب آسيا                                  |
| الفريق       | التأهيل                                   |
| ------------ | ----------------------------------------- |
| الوحدة       | الدوري الإماراتي للمحترفين 2008–09 الرابع |
| تشرشل بروذرز | دوري الهند لكرة القدم البطل 2008-09       |
| الكرامة      | كأس الاتحاد الآسيوي 2009                  |

| شرق آسيا           | شرق آسيا                                |
| الفريق             | التأهيل                                 |
| ------------------ | --------------------------------------- |
| نادي سريويجايا     | كأس أندونيسيا لكرة القدم 2009 البطل     |
| سنغابور آرمد فورسز | الدوري السنغافوري لكرة القدم 2009 البطل |
| ماونغ ثونغ يونايتد | الدوري التايلندي الممتاز 2009 البطل     |
| دا نانغ            | دوري المحترفين الفيتنامي 2009 البطل     |

### مرحلة المجموعات
| الفريق            | التأهيل                                          | مرات الظهور * |
| ----------------- | ------------------------------------------------ | ------------- |
| الاستقلال         | كأس خليج فارس 2008/2009 - بطل                    | الثالث        |
| زوب آهن           | كأس الرئيس 2008-09 البطل                         | الثاني        |
| مس كرمان          | كأس خليج فارس 2008/2009 -الثالث                  | الأول         |
| ساباهان           | كأس خليج فارس 2008/2009 - الرابع                 | السادس        |
| الاتحاد           | 2008-09 الدوري السعودي البطل                     | السادس        |
| نادي الشباب       | كأس خادم الحرمين الشريفين للأبطال 2009 البطل     | الخامس        |
| نادي الهلال       | 2008-09 الدوري السعودي الوصيف                    | السادس        |
| الاهلي            | 2008-09 الدوري السعودي الثالث                    | الثالث        |
| الاهلي            | الدوري الإماراتي للمحترفين 2008–09 البطل         | الثالث        |
| العين             | كأس رئيس دولة الإمارات 2008-09 البطل             | السادس        |
| نادي الجزيرة      | الدوري الإماراتي للمحترفين 2008–09 الوصيف        | الثاني        |
| الوحدة            | الدوري الإماراتي للمحترفين 2008–09 المركز الرابع | الخامس        |
| بونيودكور         | الدوري الأوزبكي 2009 بطل                         | الثالث        |
| باختاكور الأوزبكي | كأس أوزبكستان 2009 البطل                         | الثامن        |
| الغرافة           | دوري نجوم قطر 2008-09 البطل                      | الرابع        |
| السد              | دوري نجوم قطر 2008-09 الوصيف                     | السابع        |

| الفريق              | التأهيل                                         | مرات الظهور * |
| ------------------- | ----------------------------------------------- | ------------- |
| كاشيما أنتلرز       | دوري اليابان لكرة القدم للمحترفين 2009          | الرابعة       |
| غامبا أوساكا        | كأس الامبراطور الياباني 2009 - البطل            | الرابعة       |
| كاوازاكي فرونتال    | دوري اليابان لكرة القدم للمحترفين 2009          | الثالثة       |
| سانفريتشه هيروشيما  | دوري اليابان لكرة القدم للمحترفين 2009 - الرابع | الأولى        |
| بكين غوان           | الدوري الممتاز 2009 - البطل                     | الثالثة       |
| تشانغتشون ياتاي     | الدوري الممتاز 2009 - الوصيف                    | الثانية       |
| هينان               | الدوري الممتاز 2009 - الثالث                    | الأولى        |
| شاندونغ لونينغ      | الدوري الممتاز 2009 - الرابع                    | الرابعة       |
| نادي ملبورن فيكتوري | الدوري الأسترالي 2008–09 البطل                  | الثانية       |
| أديليد يونايتد      | الدوري الأسترالي 2008–09 الوصيف                 | الثالثة       |
| جونبوك هونداي       | دوري كوريا 2009 - بطل الموسم                    | الرابعة       |
| سوون سامسونغ        | كأس الاتحاد 2009 - البطل                        | الثالثة       |
| بوهانغ ستيلرز       | دوري كوريا 2009- وصيف بطل الموسم                | الثالثة       |
| سيونغنام            | دوري كوريا 2009- بطل الجولة الثانية             | الرابعة       |
| بيرسيبورا جايابورا  | الدوري الاندونيسي 2008–09 البطل                 | الأولى        |
| سنغابور آرمد فورسز  | الدوري السنغافوري 2008–09 البطل                 | الثانية       |

## الجدول
الجدول الزمني للعام 2010 أعلن عنه في 17 يوليو 2009.
| التاريخ        | الأحداث                              |
| -------------- | ------------------------------------ |
|                | قرعة التصفيات التأهيلية              |
| ديسمبر 7       | قرعة مرحلة المجموعات                 |
| يناير 30       | التصفيات التأهيلية الدور قبل النهائي |
| فبراير 6       | التصفيات التأهيلية الدور النهائي     |
| فبراير 23 & 24 | مرحلة المجموعات مباراة الفريق يوم 1  |
| مارس 9 و 10    | مرحلة المجموعات مباراة الفريق يوم 2  |
| مارس 23 و 24   | مرحلة المجموعات مباراة الفريق يوم 3  |
| مارس 30 & 31   | مرحلة المجموعات مباراة الفريق يوم 4  |
| أبريل 13 & 14  | مرحلة المجموعات مباراة الفريق يوم 5  |

| التاريخ         | الأحداث                             |
| --------------- | ----------------------------------- |
| أبريل 27 و 28   | مرحلة المجموعات مباراة الفريق يوم 6 |
| 11 مايو         | دور ال 16، غرب آسيا                 |
| 12 مايو         | دور ال 16، شرق آسيا                 |
|                 | قرعة الادوار المتبقية               |
| سبتمبر 15       | ربع النهائي الجولة الأولى           |
| سبتمبر 22       | ربع النهائي الجولة الثانية          |
| أكتوبر 6        | نصف النهائي الجولة الأولى           |
| أكتوبر 20       | نصف النهائي الجولة الثانية          |
| نوفمبر 12 أو 13 | النهائي                             |

## التصفيات

### التصفيات التأهيلية
| فريق 1             | نتيجة              | فريق 2             |
| نصف نهائي شرق آسيا | نصف نهائي شرق آسيا | نصف نهائي شرق آسيا |
| ------------------ | ------------------ | ------------------ |
| سنغابور آرمد فورسز | 3–0                | سريويجايا          |
| دا نانغ            | 0–3                | ماونغ ثونغ يونايتد |
| نهائي شرق آسيا     |                    |                    |
| سنغابور آرمد فورسز | 0–0 (aet) (4-3p)   | ماونغ ثونغ يونايتد |
| نصف نهائي غرب آسيا |                    |                    |
| الكرامة            | 0–1                | الوحدة             |
| نهائي غرب آسيا     |                    |                    |
| الوحدة             | 5–2                | تشرشل بروذرز       |

## مرحلة المجموعات
أجريت قرعة مرحلة المجموعات في تاريخ 7 ديسمبر 2009 بمدينة كوالالمبور، ماليزيا. وأسفرت عن تقسم الفرق إلى ثمان مجموعات.

### المجموعة الأولى
| الفريق       | لعب | فاز | تعادل | خسر | له | عليه | +\- | النقاط |
| ------------ | --- | --- | ----- | --- | -- | ---- | --- | ------ |
| الغرافة      | 6   | 4   | 1     | 1   | 11 | 9    | 2+  | 13     |
| الاستقلال    | 6   | 3   | 2     | 1   | 9  | 5    | 4+  | 11     |
| الاهلي       | 6   | 2   | 0     | 4   | 11 | 9    | 2+  | 6      |
| نادي الجزيرة | 6   | 1   | 1     | 4   | 6  | 14   | 8–  | 4      |

### المجموعة الثانية
| الفريق    | لعب | فاز | تعادل | خسر | له | عليه | +\- | النقاط |
| --------- | --- | --- | ----- | --- | -- | ---- | --- | ------ |
| زوب آهن   | 6   | 4   | 1     | 1   | 8  | 3    | 5+  | 13     |
| بونيودكور | 6   | 3   | 1     | 2   | 10 | 7    | 3+  | 10     |
| الاتحاد   | 6   | 2   | 2     | 2   | 9  | 7    | 2+  | 8      |
| الوحدة    | 6   | 1   | 0     | 5   | 3  | 13   | 10– | 3      |

### المجموعة الثالثة
| الفريق      | لعب | فاز | تعادل | خسر | له | عليه | +\- | النقاط |
| ----------- | --- | --- | ----- | --- | -- | ---- | --- | ------ |
| نادي الشباب | 6   | 3   | 1     | 2   | 10 | 8    | 2+  | 10     |
| باختاكور    | 6   | 3   | 0     | 3   | 8  | 10   | 2–  | 9      |
| ساباهان     | 6   | 2   | 2     | 2   | 5  | 5    | 0   | 8      |
| العين       | 6   | 2   | 1     | 3   | 8  | 8    | 0   | 7      |

### المجموعة الرابعة
| الفريق      | لعب | فاز | تعادل | خسر | له | عليه | +\- | النقاط |
| ----------- | --- | --- | ----- | --- | -- | ---- | --- | ------ |
| نادي الهلال | 6   | 3   | 2     | 1   | 11 | 7    | 4+  | 11     |
| مس كرمان    | 6   | 3   | 0     | 3   | 13 | 13   | 0   | 9      |
| السد        | 6   | 2   | 2     | 2   | 12 | 9    | 3+  | 8      |
| الاهلي      | 6   | 1   | 2     | 3   | 9  | 16   | 7–  | 8      |

### المجموعة الخامسة
| الفريق              | لعب | فاز | تعادل | خسر | له | عليه | +\- | النقاط |
| ------------------- | --- | --- | ----- | --- | -- | ---- | --- | ------ |
| سيونغنام            | 6   | 5   | 0     | 1   | 11 | 6    | 5+  | 15     |
| بكين غوان           | 6   | 3   | 1     | 2   | 7  | 5    | 2+  | 10     |
| كاوازاكي فرونتال    | 6   | 2   | 0     | 4   | 8  | 8    | 0   | 6      |
| نادي ملبورن فيكتوري | 6   | 1   | 1     | 4   | 3  | 10   | 7–  | 4      |

### المجموعة السادسة
| الفريق             | لعب | فاز | تعادل | خسر | له | عليه | +\- | النقاط |
| ------------------ | --- | --- | ----- | --- | -- | ---- | --- | ------ |
| كاشيما أنتلرز      | 6   | 6   | 0     | 0   | 14 | 3    | 11+ | 18     |
| جونبوك هونداي      | 6   | 4   | 0     | 2   | 17 | 6    | 11+ | 12     |
| تشانغتشون ياتاي    | 6   | 1   | 0     | 5   | 10 | 7    | 3+  | 3      |
| بيرسيبورا جايابورا | 6   | 1   | 0     | 5   | 4  | 29   | 25– | 3      |

### المجموعة السابعة
| الفريق             | لعب | فاز | تعادل | خسر | له | عليه | +\- | النقاط |
| ------------------ | --- | --- | ----- | --- | -- | ---- | --- | ------ |
| سوون سامسونغ       | 6   | 4   | 1     | 1   | 13 | 4    | 9+  | 13     |
| غامبا أوساكا       | 6   | 3   | 3     | 0   | 11 | 5    | 8+  | 12     |
| سنغابور آرمد فورسز | 6   | 1   | 1     | 4   | 6  | 16   | 10– | 4      |
| هينان              | 6   | 0   | 3     | 3   | 3  | 8    | 5–  | 3      |

### المجموعة الثامنة
| الفريق             | لعب | فاز | تعادل | خسر | له | عليه | +\- | النقاط |
| ------------------ | --- | --- | ----- | --- | -- | ---- | --- | ------ |
| أديليد يونايتد     | 6   | 3   | 1     | 2   | 6  | 4    | 2+  | 10     |
| بوهانغ ستيلرز      | 6   | 3   | 1     | 2   | 8  | 7    | 1+  | 10     |
| سانفريتشه هيروشيما | 6   | 3   | 0     | 3   | 11 | 11   | 0   | 9      |
| شاندونغ لونينغ     | 6   | 2   | 0     | 4   | 5  | 8    | 3–  | 6      |

## خروج المغلوب

### دور الست عشرة
أجريت قرعة دور الست عشرة في تاريخ 7 ديسمبر 2009 بمدينة كوالالمبور، ماليزيا.
| فريق 1         | نتيجة    | فريق 2        |
| غرب آسيا       | غرب آسيا | غرب آسيا      |
| -------------- | -------- | ------------- |
| الغرافة        | 1–0      | باختاكور      |
| نادي الشباب    | 3–2      | الاستقلال     |
| زوب آهن        | 2–0      | مس كرمان      |
| نادي الهلال    | 3–0      | بونيودكور     |
| شرق آسيا       |          |               |
| سيونغنام       | 3–0      | غامبا أوساكا  |
| سوون سامسونغ   | 2–0      | بكين غوان     |
| كاشيما أنتلرز  | 0–1      | بوهانغ ستيلرز |
| أديليد يونايتد | 2–3      | جونبوك هونداي |

### ربع النهائي
أجريت قرعة دور ربع النهائي والأدوار المتبقية في يوم 25 مايو 2010 كوالا لمبور، ماليزيا. وستقام الجولة الأولى من هذه المرحلة يوم 15 سبتمبر فيما ستقام الجولة الثانية في يوم 22 سبتمبر، من عام 2010.
| الفريق الأول  | إجم. | الفريق الثاني | مباراة الذهاب | مباراة الإياب |
| ------------- | ---- | ------------- | ------------- | ------------- |
| نادي الهلال   | 5–4  | الغرافة       | 3–0           | 2–4 (و.إ)     |
| زوب آهن       | 3–2  | بوهانغ ستيلرز | 2–1           | 1–1           |
| جونبوك هونداي | 1–2  | نادي الشباب   | 0–2           | 1–0           |
| سيونغنام      | 4–3  | سوون سامسونغ  | 4–1           | 0–2           |

### نصف النهائي
ستقام الجولة الأولى من هذه المرحلة في يوم 5 و 6 أكتوبر والجولة الثانية في 20 أكتوبر، عام 2010.
| فريق #1     | النتيجة | فريق #2     | مباراة الذهاب | مباراة الإياب |
| نادي الشباب | 4 - (4) | سيونغنام    | 4 - 3         | 0 - 1         |
| زوب آهن     | 2 - 0   | نادي الهلال | 1 - 0         | 1 - 0         |
| ----------- | ------- | ----------- | ------------- | ------------- |

## النهائي
ستقام المباراة النهائية يوم 13 نوفمبر 2010 من جولة واحدة على أرض الملعب الأولمبي الوطني بمدينة طوكيو عاصمة اليابان.
| سيونغنام | 3 - 1 | زوب آهن |
| -------- | ----- | ------- |
|          |       |         |

| بطل دوري أبطال آسيا 2010 |
| ------------------------ |
| سيونغنام                 |
| للمرة الثانية            |

## الهدافين
| المركز | اللاعب         | النادي       | ج 1 | ج 2 | ج 3 | ج 4 | ج 5 | ج 6 | دور 16 | ر.ن 1 | ر.ن 2 | ن.ن1 | ن.ن 2 | ن | المجموع |
| ------ | -------------- | ------------ | --- | --- | --- | --- | --- | --- | ------ | ----- | ----- | ---- | ----- | - | ------- |
| 1      | جوسي رودريجيز  | سوون سامسونغ |     | 1   | 2   | 1   | 1   | 2   | 2      |       |       |      |       |   | 9       |
| 2      | موريسيو مولينا | سيونغنام     | 1   |     |     | 1   |     |     | 2      | 1     |       | 2    |       |   | 7       |
| 3      | دنيلسون        | بونيودكور    | 1   | 2   |     |     |     | 2   |        |       |       |      |       |   | 5       |
| 3      | خلعتبري        | زوب آهن      |     |     | 1   | 1   |     | 1   |        |       | 1     |      |       | 1 | 5       |
| 3      | فرهاد مجیدی    | الاستقلال    | 2   |     | 2   |     |     | 1   |        |       |       |      |       |   | 5       |
| 3      | ليوناردو       | السد         |     | 3   | 2   |     |     |     |        |       |       |      |       |   | 5       |
| 3      | فلافيو         | الشباب       |     | 2   |     | 2   |     | 1   |        |       |       |      |       |   | 5       |
| 3      | كليمرسون أراخو | الغرافة      |     | 1   |     |     | 3   |     | 1      |       |       |      |       |   | 5       |
| 3      | إينيهو         | تشونبوك      |     | 1   |     |     | 2   |     | 2      |       |       |      |       |   | 5       |
| 3      | مهدي زاده      | مس كرمان     | 2   |     |     |     | 1   | 1   |        | 1     |       |      |       |   | 5       |
| 3      | ياسر القحطاني  | الهلال       | 2   |     |     |     | 1   | 1   |        |       | 1     |      |       |   | 5       |

## روابط خارجية
- دوري أبطال آسيا